# Metro (muzička grupa)
Metro je srpski i jugoslovenski hard rok bend koji je osnovan u Svetozarevu (današnja Jagodina) u oktobru 1981.godine.

## Predistorija benda
Nukleus budućeg benda Metro nastaje u jesen 1974. godine u Svetozarevu kada se Saša Krstić (rođen 03.01.1961. godine u Svetozarevu) doseljava u tzv. ELMOS-ovu zgradu u ulici Vuka Karadžića br.13/b/11 u Svetozarevu, kada počinje druženje i sviranje sa svojim tadašnjim komšijom Ivanom Ivicom Maksimovićem (Svetozarevo, 12.08.1962.- Jagodina, 07.11.2019). U jesen 1976. godine iz Kraljeva se za Svetozarevo vraća i bubnjar Zdravko Lalić (rođen 4. marta 1960. godine u Svetozarevu) (ex Kašika ljubavi i Lyra) koji tada upisuje srednju Tehničku školu (OC Veljko Vlahović) u svom rodnom gradu, ali i počinje da svira i javno da nastupa sa Sašom i Ivicom u bendu T.N.T. krajem iste godine. Sledeće 1977. godine sva trojica javno nastupaju u bendovima Opsesia, Cobra, a 1978. godine i u bendu Daf. U jesen 1979. godine ista ekipa osniva grupu West,bend koji od aprila 1980. godine (dolaskom Petra Pere Maksimovića iz vojske) (Svetozarevo, 29.05.1956.- Jagodina, 19.06.2014) formira i svoju stabilnu instrumentalnu postavu (videti opširnije pod West - zvanična Wikipedia). U istom periodu i vokalni solista (i povremeni basista) iz Paraćina Branko Savić (rođen u Ćupriji 31.01.1959. godine) nastupa u Paraćinu u više lokalnih bendova (Atomi, Led i Parakinova Deca) kao i u kragujevačkom bendu Mesečeva Potkovica.

## Prvi period rada

#### Prva stabilna postava benda
Definitivnom odlukom instrumentalista grupe West da svoj muzički izraz preorijentišu sa Sympho/Jazz/Rocka na Hard Rock krajem leta 1981. godine, Saša Krstić dolazi do ideje da bi upravo Branko Savić bio idealan vokal za ovu vrstu muzike, obzirom da je sa njim na kratko nastupao u paraćinskim bendovima Atomi i Led još u aprilu prethodne 1980. godine. U tu svrhu, Saša sredinom septembra 1981. godine povede braću Maksimoviće (Peru i Ivicu) i Zdravka Lalića na akcijašku zabavu u Akcijaško naselje 7. jul u Paraćinu na kojoj je tada Branko Savić nastupao sa bendom Parakinova Deca. Oba brata Maksimovića, kao i Zdravko dođu do istog zaključka kao i Saša Krstić, te neposredno po završetku nastupa Parakinove Dece u akcijaški šator pozovu Branka radi obrazlaganja ideje o formiranju ozbiljnog Hard Rock sastava. Pošto je Branko u to vreme već bio poprilično utreniran vokal sa izuzetno visokim registrima pevanja koji su inače neophodni za rad benda sa takvom orijentacijom iste večeri sva četvorica krenu za Svetozarevo na Đurđevo brdo u vilu slikara Rašića, prostor gde je inače vežbala grupa West kako bi se i lično uverio u ozbiljnost cele ideje. U to vreme, grupa West je bila opskrbljena profesionalnom binskom opremom, kao i celokupnim razglasom i rasvetom dovoljno jakim da može da se ozvuči i osvetli Hall-a  Školskog  centra u  Svetozarevu (O.C. Veljko Vlahović) ili recimo Hall-a Gimnazije Svetozar Marković u  Svetozarevu prostor veličine kapaciteta publike do 600 ljudi. Bez puno razmišljanja, Branko napušta čak dva benda u kojima je do tada paralelno javno nastupao (Parakinovu Decu iz Paraćina, kao i Mesečevu Potkovicu iz Kragujevca) kako bi postao glavni vokal u novoformiranom Hard Rock bendu.
Obzirom da je sada kompletna ekipa za dalji rad bila formirana, kao i činjenica da je grupa West promenila svoj muzički izraz, početkom oktobra 1981. godine na predlog Petra Pere Maksimovića menjaju ime u Metro. Ideja o ovom imenu je nastala iz razloga što se u to vreme prvi put u javnosti pričalo kako bi Beograd trebalo da dobije metro.Svoj prvi nastup pod novim imenom bend ostvaruje na Gitarijadi u Paraćinu, u bioskopu Avala u Rockoteci za Dan oslobođenja Paraćina u II Svetskom ratu 13. oktobra, koji je zbog dana vikenda pomeren na 16. i 17. oktobar 1981. godine. Tada su Prvu stabilnu postavu benda činili: Branko Savić - vokal, Ivan Ivica Maksimović - gitara, Petar Pera Maksimović - bas gitara, Saša Krstić - klavijature i Zdravko Lalić - bubnjevi.
Odmah nakon ovih nastupa, bend kreće u komponovanje svog vlastitog materijala za album prvenac. Mnogi svedoci tog vremena dobro pamte ubitačne, višesatne i gotovo svakodnevne probe u napred pomenutoj vili nadomak Svetozareva koje su vrlo često umele da traju i do neverovatnih 12 sati dnevno (uz dve kratke pauze od ne više od 20 minuta). Do tada (niti ikada kasnije) nijedan bend u Pomoravlju nije imao takav ubitačan tempo rada. Energija, znanje, urođen talenat svakog člana ponaosob, elan i volja da se neumornim probama postigne vidan uspeh bio je odmah vidljiv na mnogobrojnim nastupima u Svetozarevu, Ćupriji, Paraćinu i okolnim mestima kada bend vrlo brzo počinje da stiče i svoju pravu malu armiju obožavalaca koji su ih pratili gde god su nastupali.
Već 19. januara 1982. godine, bend u Radio Svetozarevu na živo snima i svoje prve demo snimke: Čupave glave, Ustani i pevaj i Blues Jeans Aladin pod tonskom palicom ing. Dragana Kočića Koče. Ovi snimci bivaju poslati Jovanu Adamovu u Suboticu kao prijava za Omladinski festival XXII Omladina '82. Krajem januara iste godine, bend nastupa kao predgrupa Ribljoj Čorbi u Kragujevcu u hali Jezero. Dana 7. februara 1982. godine, Selekciona komisija XXII festivala Omladine '82. odlučuje da će Metro nastupati na ovom festivalu kao deveti po redu (od odabranih 13 bendova). Nakon ovog saznanja, manadžer Divljih Jagoda donosi odluku da Metro i Pontonski Most iz Kragujevca nastupaju kao njihove predgrupe u Kraljevu u hali Sloga, kao i u Kragujevcu u hali Jezero u drugoj polovini februara 1982. godine. Tada kreće i upoznavanje Ivice Maksimovića sa Seadom Zeletom Lipovačom koje će kasnije preći u druženje kroz muziku. Nakon ovih uspešnih nastupa, bend radi u Beogradu svoja dva samostalna nastupa u martu iste godine u Omladinskom pozorištu Dadov, kao i u zgradi BIP-a . U to vreme Dadov je bio odskočna daska za mnoge mlade i neafirmisane bendove za ceo prostor ex YU, pošto su u taj prostor dolazili ljudi iz Show business-a  i odmah prepoznali kvalitet i izvrsnu uvežbanost ovog benda. Zdravka Lalića na kratko zamenjuje 19. marta 1982. godine, Dejan Živić Badža (u to vreme zvanični bubnjar grupe Puls) (Vranje, 09.10.1961. - Jagodina, 17.06.2017) sa kojim bend radi nekoliko nastupa od kojih treba izdvojiti nastup na Gitarijadi na Dočeku i noćivanju Štafete mladosti u prepunom Domu kulture u Despotovcu 30. marta iste godine. Već sledeće večeri 1. aprila 1982. godine (za Dan akcijaša Jugoslavije), bend takođe sa Dejanom Živićem Badžom radi nezaboravan nastup na velikom Rock maratonu u Svetozarevu, na Square Narodne Omladine pod sloganom ''Bili smo i ostali Tito'' kada nastupaju pred više od 4.000 ljudi što je do danas ostao najposećeniji Rock koncert u ovom gradu kada je reč o lokalnim bendovima. Pored Metroa na ovoj grandioznoj i višesatnoj manifestaciji nastupali su i bendovi: Severozapadni Prolaz, Kliser  &  Co., Jumbo, Puls, Delta  9 i dr. Pred nastup na Gitarijadi u Holu Obrazovnog Centra Veljko Vlahović na Gitarijadi na noćivanju Štafete mladosti (koja se poklopila sa Danom studenata YU Univerziteta), u bend se vraća tadašnji zvanični bubnjar Zdravko Lalić 4. aprila 1982. godine pred gotovo 600 ljudi. Ovaj nastup predstavlja i jasnu prekretnicu u muzičkom životu jagodinskog gitariste Zorana Uroševića (Mr. Blackmana) koji je iste večeri (bukvalno – hipnotički impresioniran nastupom Metroa) jasno odlučio da će njegov dalji rad u muzici, kao i sviranje gitare biti usmereno ka Hard Rocku.
Sledeći nastup je 21. maja 1982. godine na Večeri slobodne forme u Subotici u Narodnom pozorištu (Nepszinhaz) u okviru XXII Omladine ’82, a sledeće večeri 22. maja u hali Sever pred oko 3.000 ljudi kada u takmičarskom delu festivala osvajaju II nagradu publike za izvedbu numere Čupave glave kada osvajaju i Srebrni pehar. Tada bend po prvi put u svojoj karijeri posle nastupa deli autograme čime stiče i opštejugoslovensku popularnost, obzirom da je tadašnja štampa u više listova pisala o celokupnom događaju pomenuvši da je bend Metro (bez obzira na zvaničnu odluku jiri-ja festivala) imao najbolji nastup od svih učesnika.
Već naredne večeri 23. maja nastupaju na Gitarijadi u Svetozarevu u Hall-u hale sportova Mladost pred oko 900 ljudi, kada osvajaju I mesto. 
Zahvaljujući pozitivnim ocenama njihovog nastupa u Subotici u štampi, kao i u širem krugu muzičara koji su tada nastupali, bend odlučuje da već početkom juna otpočne sa snimanjem njihovog albuma prvenca, obzirom da su već imali kompletno spremljen material.
U studio MS, Radeta Ercegovca u Beogradu ulaze 1. juna 1982. godine kada otpočinje i snimanje materijala za album. Snimanje je trajalo do 20. juna iste godine ukupno za 48 sati + još 6 sati za remiks. Snimatelj je bio Zoran Stanojević, a producent Boban Petrović. Odmah po završetku snimanja materijala, diskografska kuća ZKP RTV Ljubljana im se ponudila da izda album, međutim, bend je imao čvrsta uverenja da će album izdati PGP RTB, te su od ideje iz Ljubljane odustali.
Uveče 25. juna 1982. godine, bend po prvi put nastupa na XVI Gitarijadi u Zaječaru u Domu omladine u revijalnom delu. Tada bubnjeve svira Dušan Jevđović Dule Jevđa (rođen 04.02.1962. god. u Svetozarevu) (ex & post Delta 9) zbog povrede šake Zdravka Lalića.Nakon ove Gitarijade nastaje čitava serija nastupa ovog’ benda (ponovo u svojoj originalnoj postavi) poglavito u Svetozarevu, ali i u okolnim  gradovima Centralne Srbije.
Dana 28. avgusta 1982. godine, na Gitarijadi u Knjaževcu pred oko 2.000 ljudi, takođe u revijalnom delu i to isto veče kada je nastupala i grupa Kerber.
Svoj najveći triumf u svojoj prvoj postavi, bend postiže na II BROF ’82. festivalu u Beogradu, u hali Pionir 10. septembra 1982. godine pred oko 3.000 gledalaca kada su iste večeri (pored ostalih) nastupali i Pomoranča (Orange), Gordi, kao i Formula 4.
Posle ovog događaja, Branko nosi material u PGP RTB u nameri da ova diskografska kuća izda album, međutim, Komisija ga odbija ''obrazloženjem'' da Hard Rock više ''nije u modi'' i da se sumnja da će album uspeti da se proda čak i u najmanjem tiražu. To je bilo vreme opšteg bujanja Novog talasa (New Wave)(naročito u Beogradu i Zagrebu), a i gotovo sva tadašnja štampa je vazdizala gotovo u nebesa te sastave (Idole, Električni Orgazam, Prljavo Kazalište i dr.). Dovoljan primer je i sama činjenica da ondašnji Rock kritičar Dragan Kremer čak nije ni prisustvovao prvoj večeri II BROF ’82. festivala 10. septembra 1982. godine , obzirom da je ono bilo rezervisano za Hard n’ Heavy bendove, a to je pravac koga se recimo Kremer tada gnušao. Ni ostali Rock kritičari toga doba i u to vreme u najprestižnijem ex YU Rock časopisu Džuboks ništa objektivno nisu pisali ni o jednom bendu sa celog područja ex YU (vezano za ovaj muzički pravac, uključujući čak i Divlje Jagode) što svakako prema broju posetilaca njihovih nastupa nije odgovaralo činjeničnom stanju. S druge strane napred pomenuti novotalasni bendovi nikada samostalno nisu uspeli da prikupe širu populaciju, tako da su njihovi samostalni nastupi tada bili (uprkos hvalisanju tadašnje štampe) održavani u malim prostorima (kao što je to bio SKC u Beogradu ili club Kulušić u Zagrebu). Kako god, članovi benda su verovali u svoje lične kvalitete, kao i u samu izuzetnu uvežbanost i kompaktnost celog benda, te su i dalje ostali u uverenju da će im pomenuta diskografska kuća ipak izdati album sa muzikom koja tada ''nije bila u trendu''.
Svoj (do sada) najbolje odsvirani кoncert u karijeri rade pred Dan Republike u subotu 27. novembra 1982. godine u Svetozarevu u prepunoj Maloj Sali Kulturnog centra kada je bend zvučao svetski. Highlight večeri je svakako bila njihova izvedba numere Stairway to Heaven iz repertoara Led Zeppelina koju je Branko Savić maestralno otpevao. Ovaj koncert se i danas u gradu spominje u superlativima po svim mogućim i nemogućim parametrima.
Poslednji nastup, bend u svojoj Prvoj stabilnoj postavi radi u Paraćinu na na Velikom Rock maratonu u hali sportova 25. decembra 1982. godine pred skoro 2.000 ljudi. Raspored bendova koji su tada nastupali je bio: Square, Jumbo, Delta  9, Metro i Gordi. Posle ovog događaja, Saša Krstić i Zdravko Lalić odlaze na odsluženje vojnog roka, ali (pošto su učestvovali u snimanju albuma) odlučuju tada da ne napuštaju bend.

#### Druga stabilna postava benda
Ipak, već 25. decembra 1982. godine morala se naći zamena za obojicu (da bend ne bi tavorio), tako da na mesto bubnjara dolaze još dva Paraćinca Branislav Bane Kaštevarac (ex Atomi, Jumbo, Parakinova Deca i Delta 9) (rođen 16.04.1959. godine u Paraćinu), dok na mesto klavijaturiste dolazi Predrag Peca Sazdanović (ex Parakinova Deca i Jumbo) (rođen 7. decembra 1960. godine u Paraćinu).
Već 4. januara 1983. godine, Branko Savić (zajedno sa Branislavom Kaštevarcem) odlazi u PGP RTB tražeći odgovor zašto Branku obećanje nije ispunjeno još krajem juna prethodne godine po pitanju izdavanja albuma. Tada Predsednik Komisije za šund Aleksandar Aca Pilipenko i po treći put odbija Metro sa istim obrazloženjem kao i predhodna dva puta. U tom trenutku je Branko počeo burno i pomalo bučno da reaguje u prostoriji gde je zasedala Komisija. Dodatni problem je bio u tome što je u istoj kancelariji sedeo i Zoran Modli koji je tada mešao Metro sa Deltom 9 koja je u isto vreme i u istom studiju snimala album (oba benda iz istog’ grada koja su u isto vreme i u istom studiju snimala svoje albume-prvence). Ispred vrata u hodniku sasvim slučajno se zadesio i Dejan Cukić kome nije bilo jasno zašto se stvorila tolika galama u prostoriji gde je Komisija zasedala, te je svojevoljno ušao u cilju da sazna o čemu se radi. Tada je i čuo namere Komisije u vezi cele priče, samo što je Dejan uspeo da poprilično smiri nelagodnu situaciju svojim ličnim zalaganjem da Metro treba da izda album baš za PGP RTB iz razloga što ih je sa svojom grupom Bulevar slušao na II BROF-u ’82. u Pioniru kada ih je taj nastup ostavio bez daha. Na osnovu Dejanove asistencije, Komisija za šund pri PGP RTB u sastavu: Aleksandar Aca Pilipenko (kao Predsednik Komisije), Bojan Hreljac (ex Korni Grupa) i Slobodan Sloba Marković pijanista (čuven po soundtracku za seriju Otpisani) jednoglasno ipak odlučuje da će Metro izdati album za ovu diskografsku kuću.
Obzirom da se ''sa reči nije prešlo na dela'', krajem januara iste godine, Branislav Kaštevarac nosi snimljeni materijal u Zagreb u diskografsku kuću Suzy sa željom da im ona izda album, međutim i tu dolazi do odbijanja iz razloga što je Suzy baš u to vreme imao ekskluzivnu licencu sa CBS Records čiji su tadašnji glavni favoriti sa prostora ex YU bili Parni Valjak.
Saznavši u PGP RTB za ovo ''putešestvije'', Branko Savić i oba brata Maksimovića bivaju pozvana da odmah dođu u Beograd u cilju potpisivanja Ugovora za izdavanje albuma koji će nositi naziv Čupave glave. Braća Maksimovići u prvom trenutku nisu verovali, ali su ipak zajedno sa Brankom otišli u Beograd i potpisali Ugovor 31. januara 1983. godine kada su takođe i svojim potpisima zaštitili naziv Metro kod SOKOJ-a. Saša Krstić i Zdravko Lalić su tada bili na odsluženju vojnog roka, tako da nisu fizički mogli biti prisutni da i njihovim potpisima zaštite ime benda.
Iako album prvenac još uvek nije bio izdat, kreće promocija u novoj postavi prvo u Trsteniku u prepunom Domu omladine 13. februara 1983. godine.
Posle par dana i Zele Lipovača saznaje o ovom događaju te preko svog manadžera predlaže da Metro ponovo budu predgrupa Divljim Jagodama koji su baš u to vreme u gradovima Pomoravlja radili svoju turneju i promociju LP Motori.
Zeletova zamisao biva i ostvarena, te Metro baš u Svetozarevu u hali sportova Mladost 18. februara 1983. godine (pred oko 2.500 ljudi) ponovo kreće sa Divljim Jagodama na turneju po ex YU. Zajednička turneja se nastavila u Mladenovcu već sledeće večeri u hali sportova pred više od 3.000 ljudi, zatim 24. februara u Velikom Gradištu takođe u hali sportova pred oko 1.000 ljudi, kao i u Pančevu u staroj hali sportova pred oko 2.000 ljudi. Posle ovog nastupa, članovi Metroa dobijaju saznanje od predstavnika Dalmacijaturista da će bend nastupati ispred britanskog Heavy Metal sastava Saxon na njihovoj turneji u Jugoslaviji. Iz tog razloga, su se izvinili Divljim Jagodama što ne mogu da nastave turneju sa njima, dok su sa druge strane (poglavito od Zeleta Lipovače) dobili čestitke na odabiru predgrupe za Saxon.
Dana 18. marta 1983. godine, Metro nastupaju kao predgrupa grupi Saxon (Saxon (band)) u Beogradu u hali Pionir pred oko 7.000 ljudi odradeći izvrsno svoj deo posla u trajanju od 45 minuta. Ovo je ujedno do sada bio i najposećeniji nastup Metro-a  (bez obzira na činjenicu da su Saxon -  naravno - tada bili glavne zvezde večeri). Posle njihovog nastupa, pauza je trajala isto koliko i sam nastup Metroa, pošto su manadžeri grupe Saxon nudili grupi nastavak njihove karijere u Nemačkoj, Holandiji i Luksemburgu. Cilj je bio da se pokaže da i države iza tzv. Gvozdene zavese imaju dobre Rock bendove koji mogu da ostvare karijeru na Zapadu. Metro nisu mogli da private ovu ponudu iz subjektivnih razloga, dok su sami članovi Saxona negodovali zbog ovog predloga, jer su se i sami te večeri uverili u kvalitet našeg benda. Metro nije nastupao na ostalim nastupima Saxona po ex YU (iako je prethodno tako bilo dogovoreno), a razloge za to možemo najverovatnije tražiti u ličnoj sujeti nekolicine ljudi koji su tada vodili organizaciju njihove turneje (Saxon Power & The Glory YU Tour).
Posle ove neostvarene ideje, kreće i malo razočaranje unutar benda (koji još uvek nije izdao album), ali, bez obzira na sve, bend i dalje nastavlja sa svojim čuvenim probama u vili slikara Rašića na Đurđevom brdu.
Album prvenac Čupave glave je rezan u studiju V PGP RTB dana 5. aprila 1983. godine pod serijskim brojem 2121204, te posle par dana izlazi i u prodaju u svom prvom tiražu od 3.000 primeraka. Radost članova benda je bila ogromna (kao i svih njihovih fanova), međutim promociona kampanja albuma od strane matične diskografske kuće nažalost izostaje, tako da braća Maksimovići krajem 25. aprila 1983. godine napuštaju bend ponajviše iz ličnog zaključivanja da su isuviše mnogo uložili u bend, a da im se zauzvrat mnogostruko manje vratilo. Tačnije sama egzistencija celog benda je dovedena u pitanje, pošto je sada sam bend trebao da isfinansira celu (unapred već pripremljenu) YU turneju što je tada ipak bio ''krupan zalogaj'' za sve, a time je ''potpomognuto'' i saznanje da lokalni privredni subjekti nisu želeli da im izađu u susret po pitanju inicijalnog ulaganja u početni kapital za ovaj projekat. Time se završavaju i nadaleko prepričavane i nezaboravne probe u vili slikara Rašića, kao i sam kraj Prvog perioda rada benda. Za taj period je vezan nepregledan broj nastupa (naročito u mestima Centralne Srbije) kojih je (zbirno gledano) bilo više nego ukupno svih ostalih kasnijih javnih nastupa benda zajedno. Značajno je istaći da je bend u ovom periodu (oktobar 1981. - maj 1983) za ex YU Hard Rock scenu uspeo da dostigne sam vrh popularnosti, kvaliteta izvođenja, uvežbanosti, kao i svega ostalog što može da se svrsta u epitete jednog ozbiljnog benda.

#### Prvi Međuperiod rada
Obzirom da je bend posle ovog perioda bio u ''luftu'' zbog novonastale situacije, Branko Savić počinje u Paraćinu da okuplja nove članove kako bi nastavio sa radom. U julu 1983. godine počinje da se okuplja nova ekipa kada na mesto basiste dolazi Dejan Grujić Gruja (rođen 08.02.1963. godine u Paraćinu), dok na mesto gitariste dolazi Nenad Jovanović Šeka (ex basista benda Jumbo) (Paraćin, 13.04.1961. - Paraćin, 24.09.2015). U ovakvoj formaciji (Branko Savić - vokal, Nenad Jovanović Šeka - gitara, Dejan Grujić Gruja - bas gitara, Predrag Peca Sazdanović - klavijature i Branislav Bane Kaštevarac - bubnjevi) nastupa tog leta na Maturskim večerima na izletištu Grza kod Paraćina, na samostalnim koncertima u Valjevu i okolnim mestima, kao i na tradicionalnoj Gitarijadi u Akcijaškom naselju 7. juli u Paraćinu 30. jula 1983. godine. U to vreme su Saša Krstić i Zdravko Lalić bili na odsluženju vojnog roka, tako da je manadžer Divljih Jagoda Zoran Stojanović posetio Sašu Krstića u Baru i saopštio mu da je bend pod istim imenom oformljen u potpuno novoj postavi. Tada njih dvojica planiraju da podnesu Tužbu Okružnom sudu u Zaječaru zbog korišćenja imena benda sa sasvim novim članovima. Do tužbe nije došlo, ali je bend (zbog novonastale situacije) odlučio da preimenuje svoj naziv u Pakleni Metro, pa su u tadašnjoj štampi u više listova bili objavljivani pod novim imenom. Cilj te promene je bio da se izbegnu eventualni sudski sporovi oko imena benda. Ova postava nije dugo opstala, jer je već krajem avgusta iste godine Dejan Grujić Gruja napustio bend.

## Drugi period rada
Krajem avgusta 1983. godine, formira se Treća stabilna postava benda time što u isti dolazi gitarista Saša Vučićević Sale Romboid (gitarista ex Jumbo) (Paraćin, 24.11.1960. - Beograd, 20.07.2014), kada bas ulogu ponovo preuzima Nenad Jovanović Šeka. Bend je u ovoj postavi (Branko Savić - vokal, Saša Vučićević Sale Romboid - gitara, Nenad Jovanović Šeka - bas gitara, Predrag Peca Sazdanović - klavijature i Branislav Bane Kaštevarac - bubnjevi) odmah otpočeo sa komponovanjem pesama za drugi album u Paraćinu u zgradi starog Doma JNA. Ubrzo i kreće inicijativa od Seada Zeleta Lipovače da se novi album snima u Nemačkoj u Frankfurtu na Majni, s tim da i njega ponovo izda PGP RTB. Iz tog razloga Aleksandar Aca Pilipenko se nije slagao da bend snimi drugi album pod novim imenom zato što je 31. januara iste godine kod SOKOJ-a zaštitio svoj naziv pod imenom Metro. Svoj jedini javni nastup u karijeri pod nazivom Pakleni Metro, bend je održao u Velikoj Plani u Bioskopu u septembru 1983. godine pred gotovo 800 ljudi. Posle ovog događaja, bend (zbog krađe opreme iz starog Doma JNA u Paraćinu) menja svoje mesto proba i komponovanja kod Nenada Jovanovića Šeke u njegovoj garaži. U to vreme sa odsluženja vojnog roka se vraća Zdravko Lalić koji odustaje od ranije ideje (pre njegovog odlaska u JNA) nastavka rada sa ovim bendom (zato što tada u bendu nije bilo nijednog člana benda iz Svetozareva), te pristupa zabavljačkom ansamblu Ljute Papričice & Dragana Vidosavljević (u kome su već svirali i još dva bivša člana Metroa braća Maksimovići Ivan i Petar). Krajem oktobra iste godine, bend dobija još jednog gitaristu Nenada Neška Stefanovića iz Svetozareva (koji je na kratko baš u to vreme napustio svoj matični bend Delta 9) (rođen 10.08.1959. god. u Svetozarevu). Neško je bio zadužen za studijski rad i za svoj kratkotrajni boravak nije javno nastupao sa bendom, već je samo radio probe i arrangeman-e pesama za drugi album. Krajem oktobra 1983. godine, bend je već uobličio gotovo 80 posto materijala za svoj drugi album. Ovde treba istaći Romboidovu fenomenalnu numeru Ti imaš anđeosko lice koja (nažalost) nikada nije snimljena u studiju. Već 3. oktobra 1983. godine, (sada ponovo pod originalnim nazivom Metro) nastupaju u Beogradu u Maloj dvorani Sava centra na Hapeningu za časopis ITD pred oko 2.000 ljudi kada su nastupali i Divlji Anđeli, Slađana Milošević i još nekoliko umetnika. Svoj najveći triumph u svojoj Trećoj stabilnoj postavi, bend ostvaruje 15. oktobra 1983. godine kada u Velikoj (tzv. Plavoj) dvorani Sava centra u Beogradu (sa još 40 bendova pred oko 6.000 ljudi) nastupaju na Rođendanskom koncertu za časopis ITD. Ovo je ujedno bio i poslednji nastup Treće stabilne postave benda, pošto je klavijaturista Predrag Peca Sazdanović napustio (na kratko) bend neposredno posle ove velike manifestacije.

#### Drugi Međuperiod rada
Dana 16. oktobra meseca 1983. godine na mesto klavijaturiste (umesto Pece Sazdanovića) na kratko dolazi Marjan Obradović Mačak (rođen 11.05.1963. god. u Paraćinu), ali ovakva postava nema javne nastupe, već samo nastavak proba i dodatno oblikovanje materijala za svoj drugi album. Ovakva postava je trajala samo 15 dana do kraja oktobra meseca iste godine kada se u bend vraća Peca Sazdanović.

#### Drugi povratak u Treću stabilnu postavu benda
Već početkom novembra 1983. godine, bend ponovo radi u svojoj Trećoj stabilnoj postavi. Ovaj period beleži nastupe u Kruševcu početkom decembra u prepunom Domu omladine (sadašnji KCK), kao i u Bioskopu u Despotovcu takođe u decembru. Posle ovog nastupa krajem decembra 1983. godine, bend napušta Nenad Neško Stefanović zbog povratka u svoju matičnu grupu Delta 9. Metro nastavlja svoje javne nastupe u ovoj postavi u Paraćinu u prepunoj Švajcariji pred oko 800 ljudi 26. januara 1984. godine, iste večeri kada je i Eric Clapton nastupao u Beogradu na Sajmištu pred oko 22.000 ljudi, ali bez obzira na to - verni  fanovi Metroa nisu želeli da idu za Beograd, već su u ostali u Paraćinu da gledaju i slušaju svoje favorite - grupu  Metro. Osim ovog nastupa, bend takođe radi i nastup u takođe prepunom svilajnačkom Domu kulture 4. februara 1984. godine,iste večeri kada je i Eric Clapton nastupao u Beogradu na Sajmištu pred oko 22.000 ljudi, ali bez obzira na to - verni  fanovi Metroa nisu  želeli da idu za Beograd, već su u ostali u Paraćinu da gledaju i slušaju svoje favorite - grupu  Metro.. Posle ovog nastupa Predrag Peca Sazdanović (ispostaviće se opet samo na kratko) napušta bend ne bi li se u isti vratio originalni klavijaturista Saša Krstić koji je tek došao sa odsluženja svog vojnog roka.

#### Treći Međuperiod rada
Tokom februara  meseca 1984. godine, bend u Paraćinu (umesto Pece Sazdanovića) radi nekoliko proba sa Sašom Krstićem, kada isti definitivno odlučuje da ne želi više da svira u takvoj formaciji i on uskoro odlazi u Nemačku, gde i danas svira, živi i radi.

#### Treći povratak u Treću stabilnu postavu benda
Obzirom na definitivnu odluku koju je doneo Saša Krstić, Peca Sazdanović se već u martu 1984. godine vraća u bend, kada konačno i završavaju material za svoj drugi album. Već u maju, bendu se nudi Ugovor o izdavaštvu drugog albuma za Virgin Records Canada u Torontu (posredstvom Zorana Konjevića tadašnjeg gitariste benda Warriors koji je imao dobre veze sa Kanađanima obzirom da je u svom sastavu tada imao čak dva člana iz te države). Bend (nažalost) nije mogao da potpiše ponuđeni Ugovor iz čisto subjectivnih razloga. Svoj poslednji nastup u svojoj Trećoj stabilnoj postavi radi (po treći put) u Beogradu u Hall-u Sava centra na Koncertu za Doček Štafete mladosti 24. maja 1984. godine koji se održavao pod sloganom Nek roditelje naše ne vređa - hoćemo teret na svoja leđa! kada je nastupao sa još desetak bendova sa prostora ex YU pred oko 4.000 ljudi. Posle ovog nastupa Saša Vučićević (Sale Romboid) definitivno napušta bend.

## Period''oživljavanja''benda
Ovaj period karakteriše čestu promenu članova u cilju da se bend kako/tako ''održi na površini''. Već početkom juna 1984. godine, bend saznaje da se u Pojate kod Paraćina na kratko doselio gitarista Nebojša Čukić Austrijanac (rođen 1965. godine u Lukovu kod Boljevca), međutim tu informaciju saznaju kasno, pošto je pomenuti gitarista već otišao na privremeni rad u Austriju. Odmah po sticanju punoletstva, Nebojša Čukić Austrijanac zvanično i menja svoje kršteno ime u umetničko Pit Kordus. Iz tog razloga, kao novi gitarista u bend dolazi Srđan Serge Simić Kamba (post Divlji Kesten) iz Beograda (rođen 23.08.1964. godine u Phnom Penu, Cambodia) koji je u to vreme služio vojsku u Ćupriji. Postava sa Kambom nije imala javne nastupe, a ni klavijaturistu u to vreme, tako da je trajala do sredine avgusta 1984. godine, kada bend napušta i Nenad Jovanović Šeka. Ubrzo na Šekino mesto dolazi Dragan Živadinović Kasper iz Zaječara (ex basista grupe Crna Ruža iz Zaječara koji su ujedno bili i pobednici  XVI Zaječarske Gitarijade 1982. godine). Bend (u to vreme) i dalje radi bez klavijaturiste.
Već u septembru i ova postava se rastura. U aprilu 1985. godine u bend ponovo za klavijature seda Predrag Sazdanović, a na mesto novog gitariste dolazi Vitomir Vita Tanić (rođen 03.11.1962. u Paraćinu). Već u maju na mesto basiste dolazi Zoran Radojković (rođen 04.09.1966. god. u Paraćinu) i bend u kompletnoj (ali kratkotrajnoj) verziji radi probe na novom odredištu kod Branka Savića u garaži. Prvi nastup u ovoj postavi imaju na Gitarijadi u Paraćinu u hali sportova 7. juli za Dan mladosti 24. maja 1985. godine pred skoro 2.000 ljudi. Bend u ovoj postavi radi ponovo na Grzi maturske i drugarske večeri u junu i julu iste godine. Na tradicionalnoj akcijaškoj Gitarijadi u Paraćinu u Akcijaškom naselju 27. jula 1985. godine, Metro nastupa pred oko 700 ljudi kada je vokalnu ulogu (kao zamena) imao Željko Žagar (tada zvanični pevač tek osnovane grupe Kaiser)(Svetozarevo, 07.05.1966. - Beograd, 17.03.2011) zbog objektivne sprečenosti Branka Savića. Tokom celog avgusta i septembra bend nastupa u Šapcu u hotelu Sloboda ojačan pozadinskim vokalom ''Mimicom'' (ex Parakinova Deca) i tada (radi markentiškog trick-a) nisu nastupali ni pod jednim imenom, međutim, publika je već prve večeri prepoznala o kom bendu se radi. 21. septembra 1985. godine i Vita Tanić napušta bend, tako da se ponovo kreće u potragu za novim gitaristom, ali nažalost bezuspešno. Sledeće godine 17. marta 1986. na odsluženje vojnog roka odlazi Branislav Kaštevarac, a Branko Savić u septembru. Po dolasku sa odsluženja vojnog roka Baneta Kaštevarca 13. marta 1987. godine kreću i ponovni pokušaji ''oživljavanja'' rada. Već u aprilu 1987. godine novi gitarista postaje Siniša Belac Selić (rođen 27.10.1968. godine u Paraćinu). Tada počinju i probe u Paraćinu u MZ Dankovo u postavi: Siniša Belac Selić - gitara, Nenad Jovanović Šeka - bas gitara, Aleksandar Mihajlović (kasnije sa nadimkom Sale advokat) - klavijature (rođen 07.12.1968. godine u Paraćinu) i Branislav Kaštevarac - bubnjevi. Reč je o ne više od 5 proba i to bez vokala, jer je Branko Savić još uvek bio na odsluženju vojnog roka, te samim tim, ovakva postava nije imala javne nastupe, i ubrzo se  rasformirala. U septembru 1987. godine, Branko Savić se vraća sa odsluženja vojnog roka, ali na odsluženje već u decembru iste godine odlazi Predrag Sazdanović, dok Šeka to isto čini u junu sledeće 1988. godine. Ponovni kratkotrajni pokušaji ''oživljavanja'' benda kreću u septembru 1988. godine kada se probe rade kod Baneta Kaštevarca u potkrovlju njegove kuće u postavi: Željko Žagar - vokal (obzirom da je Branko Savić u to vreme radio i živeo u Ivanjici), Siniša Belac Selić - gitara i Branislav Bane Kaštevarac - bubnjevi, dakle postava bez basiste i bez klavijaturiste. Obzirom na ovakav sled okolnosti, kreće ponovna pauza u radu koja nastupa već u novembru 1988. godine i traje sve do juna 1991. godine, kada se bend okuplja u postavi: Branko Savić - vokal, Siniša Belac Selić - gitara, Nenad Jovanović Šeka - bas gitara, Predrag Peca Sazdanović - klavijature i Branislav Bane Kaštevarac - bubnjevi. Najposećeniji nastup u ovakvoj formaciji je u Paraćinu na Platou ispred hale sportova 7. juli na Rock Hepeningu 5. septembra 1992. godine pred oko 1.000 ljudi. Ovakva formacija je radila do 8. septembra 1992. godine, kada ponovo počinje pauza u radu.

## Treći period rada

#### Četvrta stabilna postava benda
Ovaj period rada benda karakteriše okupljanje u nešto izmenjenoj postavi od ranijih u cilju snimanja, izdavanja i promocije svog drugog albuma čije su numere iskomponovane još od 1984. godine (sada prilagođene tadašnjem muzičkom ukusu i poimanju Hard Rock pravca). Na mesto novog gitariste u julu 1993. godine dolazi Goran Ratković Rale (rođen 30.04.1968. godine u Pojatu kod Paraćina), tako da sada ''osvežen'' bend tokom celog jula i avgusta radi probe i nastupe u Paraćinu u Švajcariji u postavi: Branko Savić - vokal, Goran Ratković Rale - gitara, Nenad Jovanović Šeka - bas gitara, Predrag Peca Sazdanović - klavijature i Branislav Bane Kaštevarac Sr. - bubnjevi. Na nekoliko tadašnjih nastupa u publici bivaju prisutni i članovi tek formiranog benda Neverne Bebe koji (oduševljeni kvalitetnim nastupima) savetuju bend da izda nov album, bez obzira na činjenicu da je u to vreme buktao Građanski rat na prostoru ex YU, kao i činjenicu da je tadašnja SRJ bila pod najstrožijim Sankcijama Saveta bezbednosti UN. Već početkom januara sledeće 1994. godine u Paraćinu u studiju Mikija Karimana bivaju postavljene radne verzije za numere Sedmi je dan i Nepristojna ponuda kao osnov za kasnije snimanje celokupnog drugog albuma. Posle gotovo desetogodišnjeg bezuspešnog traganja, bend konačno u svoj sastav uspeva da ''dovede'' još jednog gitaristu Pita Kordusa iz Austrije koji započinje rad tokom jula 1994. godine kao solo gitarista.Tada biva i kompletirana Četvrta stabilna postava benda a već 15. avgusta iste godine, ulaze u studio Sound Design u Beogradu kod Srđana Jovanovića Srky Boya kada i počinje prvo snimanje drugog albuma. Već posle pet dana, 20. avgusta 1994. godine bend (po drugi put) nastupa na XXIII Gitarijadi u Zaječaru na stadionu Kraljevica i to u 3 h iza ponoći pred oko 2.000 ljudi u svojoj kompletnoj Četvrtoj stabilnoj postavi: Branko Savić - vokal, Pit Kordus - solo gitara, Goran Ratković Rale - ritam gitara, Nenad Jovanović Šeka - bas gitara, Predrag Peca Sazdanović - klavijature i Branislav Bane Kaštevarac Sr. - bubnjevi. Sredinom decembra 1994. godine, bend završava kompletno snimanje svog drugog albuma sa prearanžiranim numerama Sreća prati hrabre! i Amen! koje je Pit Kordus iskomponovao i svirao u Austriji sa svojim bendom još 1987. godine. Sredinom januara sledeće 1995. godine, Srđan Jovanović Srky Boy nabavlja najsavremeniju opremu za snimanje za svoj studio Sound Design u Beogradu, te bend počinje ponovo da snima na najnovijoj opremi na DAT-u celokupan materijal za svoj drugi album kada i svoj sound prilagođava duhu tadašnjeg shvatanja i doživljavanja Hard Rock pravca u Svetu. Bend završava svoje drugo snimanje svog drugog albuma (nazvanog Eksplozija) 20. aprila 1995. godine. Neposredno po završetku ovog snimanja, Pit Kordus se vraća za Austriju, kada na njegovo mesto dolazi novi solo gitarista Đorđe Đole Ilić (rođen 06.08.1977. god. u Paraćinu).
Već nakon Prvomajskih praznika, bend odlazi kod Predraga Pece Popovića u Beograd sa željom da (njegovim posredstvom) opet izdaju album za istu diskografsku kuću za koju je izdao i svoj prvi album PGP RTS. U to vreme u svetu je bio veoma popularan Grunge stil sviranja, te Peca Popović savetuje bend da promeni svoj muzički izraz sa Hard Rocka na Grunge, pa tek po tom obavljenom poslu da sam on ''oceni'' da li će mu se dopasti tako urađen album da bi urgirao kod PGP RTS o izdavaštvu. Ti postavljeni uslovi su - normalno - bili neprihvatljivi za bend, obzirom da niti su želeli da menjaju svoj muzički stil, a sasvim sigurno niti da po treći put da snimaju album. Već u junu iste godine, kreću u potragu za drugim izdavačem kada u Beogradu sasvim slučajno sreću novinara nekadašnjeg časopisa ITD Draška Aćimovića (koji je i radio nekoliko intervijua sa bendom još 1983. godine za taj muzički magazin). Bend je izložio svoj problem Drašku, kada se tom razgovoru u kafani Šumatovac pridružuje i Vlada Janković Džet (ex Crni Biseri i Tunel) koji odmah posle obavljenog dogovora uzima snimljeni materijal i nosi u izdavačku kuću ITMM i završava im papirologiju za potpisivanje Ugovora sa tom izdavačkom kućom. Posle nepunih 7 dana od dogovora u Šumatovcu potpisuju već spremljen Ugovor sa ovom diskografskom kućom u drugoj polovini juna 1995. godine a 29. septembra 1995. godine, po treći put nastupaju na XXIV Gitarijadi u Zaječaru u hali Kraljevica pred oko 2.000 ljudi u postavi: Branko Savić - vokal, Goran Ratković Rale - ritam gitara, Đorđe Đole Ilić - solo gitara, Nenad Jovanović Šeka - bas gitara, Predrag Peca Sazdanović - klavijature i Branislav Bane Kaštevarac - bubnjevi.
Album Eksplozija izlazi u prodaju 12. decembra 1995. godine u izdanju ITMM-a pod serijskim brojem 2005 u MC verziji. Početak promocije (sada već) izdatog albuma vezuje se za tradicionalni Veliki Rock marathon u Paraćinu, za 22. decembar 1995. godine kada su nastupali u Paraćinu u hali sportova 7. juli na Festivalu alternativnih bendova Srbije pred oko 2.000 ljudi sa još tridesetak ostalih bendova. Nastavak promocije novog albuma označava koncert u Jagodini, u hali sportova JASSA 27. januara 1996. godine na Rock festivalu na kojem su pored Metroa nastupali i Generacija 5, Van Gogh i Ritam Nereda. Sledeća promocija je ponovo u Paraćinu i to ponovo u hali sportova 7. juli 2. marta 1996. godine na manifestaciji Neka živi Rock’n’Roll!, takođe uz bendove Generacija 5 i Van Gogh pred oko 1.000 ljudi. Posle ovog nastupa, iz benda (ponovo na kratko) izlazi Predrag Peca Sazdanović. Svoju promociju albuma, bend radi i u Beogradu na Mašinskom fakultetu 1. maja 1996. godine kada ubrzo u TV Reviji biva objavljena i recenzija ovog od strane Dušana Vesića. Posle ovog nastupa, u junu se vraća iz Austrije Pit Kordus kada bend biva (na kratko) ponovo kompletiran u svojoj Četvrtoj stabilnoj postavi. U ovoj formaciji, bend radi svoj poslednji nastup sa Pitom na Moto skupu u Kragujevcu u Šumaricama 22. juna 1996. godine. Već početkom jula, Pit Kordus definitivno napušta bend i ponovo se vraća za Austriju, njegovo dugogodišnje mesto stalnog boravka. Zatim 26. jula 1996. godine, bend (po četvrti put) nastupa na XXV Gitarijadi u Zaječaru pred oko 2.000 ljudi. RTS je tada snimala i uživo prenosila nastup, međutim, ovaj video materijal nije sačuvan. Posle ovog događaja, Peca Sazdanović ponovo napušta bend. Svoje prvo gostovanje u emisiji Garaža u produkciji RTS-a bend ostvaruje u maju 1997. godine u prištinskom studiju, a već sledećeg meseca, u istoj emisiji, ali sada u beogradskom studiju u Košutnjaku. U julu 1997. godine, bend po treći put gostuje u istoj emisiji, ponovo u prištinskom studiju kada bivaju urađeni i spotovi za numere: Eksplozija, Sedmi je dan, Nepristojna ponuda i Sreća prati hrabre!. Tokom jula i avgusta iste godine, nastupaju na nekoliko Moto skupova u Srbiji (9. jula u Sremskoj Mitrovici, 1. i 2. avgusta u Radovanjskom lugu kod Velike Plane, kao i 23. avgusta u Lapovu). Posle ovih letnjih nastupa, krajem avgusta, bend pravi planove da izda svoj treći album. U tu svrhu, po treći put gostuju u Prištini i to ponovo u emisiji Garaža u studiju RTS-a, a učestvuju i u stvaranju Novogodišnjeg programa u istom studiju 27. novembra 1997. godine. Međutim nije se ostvarila želja da se izda nov treći album po redu, pošto je bend prestao sa radom 23. januara 1998. godine, čime se i rasformirala Četvrta stabilna postava.

## Radovi na ponovnom okupljanju benda
Početkom 2008. godine pojavom društvenih mreža, kao i ADSL interneta, počinje i ideja da se grupa Metro ponovo okupi. Ideja je u prvo vreme potekla od dece stalnih članova Druge i Treće stabilne postave benda, a ubrzo i od ostalih fanova istog (uprkos činjenici da je protekla puna decenija od zadnjih aktivnosti  benda).

#### Kratkotrajno i delimično okupljanje benda
Ovde se radi o delimičnom okupljanju tri člana Prve stabilne postave benda (Branka Savića i braće Maksimović - Petra i Ivana) kada komponuju i snimaju numeru Ona je kao zver! u januaru 2010. godine u studiju Max Pere Maksimovića u Jagodini. Odmah po završetku ovog snimanja ponovo nastaje pauza u radu.

#### Remasterizovanja oba izdata albuma na CD medij
Od januara do marta 2013. godine u studiju Boža u Jagodini rađen je remaster MC Eksplozija sa originalnog DAT-a na CD od strane Marka Woolfy Vučkovića (ex Alister), dok je remaster prvog albuma Čupave glave sa vinila na CD rađen u oktobru godine u studiju Max od strane Petra Pere Maksimovića. Oba remastera su urađena u samo 10 primeraka i to samo za članove koji su svirali na albumima.

#### Ponovni pokušaj''oživljavanja''benda
Ovde se u stvari radi o samo par proba koje su održane kod Zorana Maksimovića u Jagodini u periodu između 13. i 19. oktobra 2013. godine u sastavu: Branko Savić - vokal, Ivan Ivica Maksimović - gitara, Vladimir Kuzmanović Kuzma - bas gitara (ex Delta 9, ex Peca & Deca) (rođen 04.04.1963. godine u Svetozarevu), Predrag Peca Sazdanović - klavijature i Aleksa Maksimović - bubnjevi (rođen 16.10.1998. godine u Jagodini) (u to vreme učenika Slobodana Stojanovića Kepe iz grupe Smak). Ova postava nije imala javne nastupe.
Postojala su i razmišljanja u novembru iste godine da bend u postavi: Branko Savić - vokal, Ivica Maksimović - gitara, Pera Maksimović - bas gitara, Predrag Peca Sazdanović - klavijature i Zoran Marjanović Čeda - bubnjevi (ex Tač, Klan, Hydraulic, Delta 9 i Crvenkapa) (rođen 17.09.1957. godine u Svetozarevu) gostuje u emisiji Tri boje zvuka u produkciji RTS-a, ali ta ideja nije mogla biti ostvarena zbog prezauzetosti Čede i Ivice u njihovom matičnom bendu Emir Kusturica & The No Smoking Orchestra.

#### Sled nemilih događaja koji su duboko potresli bend
Dana 19. juna 2014. godine od posledica raka u Jagodini je preminuo originalni basista benda Petar Maksimović, a 20. jula 2014. godine, u Beogradu se zauvek od svog života oprostio Saša Vučićević Sale Romboid.
Takođe, 24.09.2015. godine u Paraćinu umire Nenad Jovanović Šeka basista sa najdužim stažom u bendu.

## Konačno, ponovno i kompletno okupljanje benda
Konkrektno, ovde se radi o bezbroj vrlo čestih izmena članova benda, koji su uzrokovali nemogućnost izdavanja trećeg (već ranije spremljenog) albuma. Tada i počinju probe u novom prostoru u Paraćinu u klubu Mason. 
U oktobru 2015. godine, bend se (na kratko) okuplja u postavi: Branko Savić - vokal, Đorđe Đole Ilić - gitara, Vladislav Marjanović Bata Bass - bas gitara (ex Megera) (rođen 03.05.1971. god. u Ćupriji), Predrag Peca Sazdanović - klavijature i Aleksandar Aca Kaštevarac Jr. - bubnjevi (rođen 10.10.1994. god. u Paraćinu). U ovakvoj formaciji bend završava i novu radnu verziju numere Bele vrane za svoj treći album. Ovakva formacija radi do sredine januara sledeće 2016. godine kada Bata Bass napušta bend.
U februaru 2016. godine na mesto novog basiste dolazi gitarista Ivan Ertemy (ex Quar) (rođen 06.05.1993. god. u Paraćinu). Svoj prvi nastup u novoj formaciji, imaju na Moto skupu u Mijatovcu kod Ćuprije 2. jula 2016. godine Posle koga Ivan Ertemy na kratko napušta bend.
Sa Markom Pekićem (oficijenim gitaristom grupe Ž-Bunt!) (rođen 10.05.1992. god. u Paraćinu) postojao je jedan razgovor 20.07.2016. godine da postane nov basista u Metrou, međutim, on nije mogao da prihvati uslove koji su tada bili postavljeni pred njega.
U avgustu 2016. godine, Ivan Ertemy se vraća, te imaju solidno posećen nastup na Moto skupu u Trsteniku 3. septembra 2016. godine. Posle ovog nastupa, Ivan Ertemy definitivno napušta bend jer je dobio posao u Beogradu.  
U oktobru 2016. godine, u bend se vraća Bata Bass, dok umesto Đoleta Ilića ulogu gitariste u decembru iste godine ponovo preuzima Siniša Belac Selić. Dakle, sada, bend u formaciji: Branko Savić - vokal, Siniša Belac Selić - gitara, Vladislav Marjanović Bata Bass - bas gitara, Predrag Peca Sazdanović - klavijature i Aleksandar Aca Kaštevarac Jr.- bubnjevi, rade u Paraćinu 28. januara 2017. godine u renoviranom hotelu Petrus izvrsno odrađen nastup na Moto žurci MC White Angels. Posle ovog nastupa, Bata Bass definitivno napušta bend.
U junu 2017. godine Đole Ilić se vraća u bend, ali sada na mesto basiste. Sada u postavi: Branko Savić - vokal, Siniša Belac Selić - gitara, Đorđe Đole Ilić - bas gitara, Predrag Peca Sazdanović - klavijature i Aleksandar Aca Kaštevarac Jr. - bubnjevi nastupaju na dva Moto skupa (07.07.2017. god. u Mijatovcu kod Ćuprije, kao i 21.07.2017. god. u Paraćinu u prostoru nekadašnje kasarne JNA - 7. juli).
Već 22. jula 2017. godine, iz benda ponovo izlazi Siniša Belac Selić, kada ulogu gitariste ponovo preuzima Đorđe Đole Ilić, a 24. jula 2017. godine u bend dolazi nov basista Dejan Joxa Joksimović (rođen 18.02.1975. god. u Kladovu). Sada bend u sastavu: Branko Savić - vokal, Đorđe Đole Ilić - gitara, Dejan Joxa Joksimović - bas gitara, Predrag Sazdanović - klavijature i Aleksandar Aca Kaštevarac Jr.- bubnjevi, nastupaju na dva Moto skupa (Kovin 4. avgusta 2017. god., kao i Trstenik 18. avgusta iste godine), ali i Humanitarni koncert Milici od srca u Paraćinu u hali sportova 7. juli.
Iz benda ponovo izlazi Đorđe Ilić 21. oktobra 2017. godine, a u isti se ponovo vraća Siniša Belac Selić. To znači da sada bend u prethodnoj postavi: Branko Savić - vokal, Siniša Belac Selić - gitara, Dejan Joxa Joksimović - bas gitara, Predrag Sazdanović - klavijature i Aleksandar Aca Kaštevarac Jr. - bubnjevi nastupaju 15. marta sledeće 2018. godine u Zemunu u klubu Fest višesatnu i odlično posećenu svirku (u odnosu na prostor).
U aprilu 2018. godine ponovo dolazi do rokade gitarista kada opet izlazi Siniša Belac Selić, dok se vraća Đorđe Ilić. To znači da bend u staroj / novoj formaciji nastupa u Bugarskoj u Sofiji kao gost moto kluba Atbox na Moto žurci u njihovom moto klubu u kome su svirali skoro puna 4 sata. Nakon ovog nastupa Dejan Joxa Joksimović definitivno napušta bend jer se seli u Egipat.
U junu 2018. godine na mesto novog basiste dolazi gitarista, vokalni solista i klavijaturista Srđan Stanković Japan iz Kragujevca (rođen 1968. godine). Tada ceo bend radi probe u Kragujevcu u pivnici Gustav, a i svoj samostalni nastup na istom mestu 25. avgusta 2018. godine. Nakon ovog nastupa, početkom septembra iste godine, Srđan Japan izlazi iz benda pa se ponovo vraćaju u Paraćin sa probama u klubu Mason. Na mesto basiste (posle 33 godine!) 6. oktobra 2018. godine ponovo dolazi Zoran Radojković sa kojim posle samo 7 dana, 13. oktobra 2018. godine nastupaju u Čačku u Moto klubu Mančula. Posle ovog nastupa sledećeg dana, 14. oktobra bend napušta Aleksandar Aca Kaštevarac Jr. prešavši u ćuprijski Gothic Rock bend Evolucia.
Na mesto novog bubnjara 26. oktobra 2018. godine dolazi Mihajlo Stefanović (ex Quar) (rođen 02.07.1993. god. u Glavici kod Paraćina). Znači, sada bend u novoj formaciji: Branko Savić - vokal, Đorđe Ilić - gitara, Zoran Radojković - bas gitara, Predrag Sazdanović - klavijature i Mihajlo Stefanović - bubnjevi rade nastupe u Kruševcu u Zatvorenoj pešačkoj zoni u centru grada u klubu Basement kao i u Despotovcu u restoranu Radeta Resavca.
U proleće 2019. godine, iz benda ponovo izlaze Đorđe Đole Ilić, kao i Zoran Radojković, kada na njihova mesta dolaze braća Simići blizanci iz Ćuprije i to: gitarista Milan Mika i basista Dragan (rođeni 04.02.1976. god. u Ćupriji). Tada se probe benda iz Paraćina ''sele'' u Ćupriju u klub Paradox.
U ovoj najnovijoj (i sadašnjoj) formaciji: Branko Savić - vokal, Milan Mika Simić - gitara, Dragan Simić - bas gitara, Predrag Sazdanović - klavijature i Mihajlo Stefanović - bubnjevi nastupaju na tri Moto skupa u Srbiji (Gornjačka klisura kod Petrovca na Mlavi 12. jula 2019, zatim Paraćin nekadašnja kasarna JNA - 7. jul, 26. jula 2019, kao i Kovin 3. avgusta iste godine).
Dana 7. novembra 2019. godine od posledica raka bubrega u Jagodini umire jedan od osnivača benda gitarista Ivan Ivica Maksimović. Ovaj nemili događaj je duboko potresao sve bivše i sadašnje članove.
Dana 21. jula 2020. godine, prvi demo snimci benda od 19. januara 1982. godine (Čupave glave, Ustani i pevaj i Blues Jeans Aladin se sa traka digitalizuju u RTV Kopernikus u Jagodini od strane Šefa Tehnike Toplice Antića i tehničkog realizatora Zlatka Milojkovića. Od 21. do 31. jula 2020. godine u studiju Boža u Jagodini su remasterizovani ovi demo snimci od strane Čedomira Marjanovića Jr. koji su iste večeri odmah po prvi put bili objavljeni na YouTube kanalu Zorana Uroševića (Mr. Blackmana).
Zbog pandemije virusa Covid 19, bend tokom 2020. godine nije javno nastupao.
Prvi quartal 2021. godine karakteriše i dalja planetarana borba protiv širenja smrtonosnog virusa Covid 19 (sa svojim najnovijim mutacijama), te s tim činjenicama (za sada), (mart mesec) nije poznato kada će bend nastaviti svoj rad iako je 2021. - godina kada se u oktobru mesecu navršava punih 40 godina od nastanka benda pod tim imenom. Mnogi verni i dosledni fanovi ovog benda ipak veruju da postoji mogućnost da bend odradi jedan jubilarni concert za pamćenje u jesen 2021.godine.

## Diskografija
Studijski albumi
- Čupave glave (PGP RTB, 1983)
- Eksplozija (ITMM, 1995)

Singl
- Ona je kao zver (Zvanično neizdato, 2010)

## Spoljašnje veze
- Zvanični Youtube sajt
- Metro na sajtu Discogs
- Zvanični Myspace sajt
- Metro na sajtu Encyclopaedia Metallum
- ITMM rekords
- Gitarijada Zaječar Архивирано на веб-сајту  (28. мај 2013)
- Studio Maks
- Časopis Džuboks - Br.150, 1982.(II BROF), Br.159. 1983.(Sakson)
- Istorija i sadašnjica paraćinske hard and heavy scene
- NA KAFI SA Danijelom i rok grupom „METRO“!!! Архивирано на веб-сајту  (3. фебруар 2020)